# Hokejista roka
Hokejista roka ist eine Auszeichnung, mit der jährlich der beste Eishockeyspieler der Slowakei geehrt wird. Ab 1998 werden neben dem besten Spieler auch andere Auszeichnungen im Rahmen der Preisverleihung vergeben, wie etwa die für den besten Torwart, Verteidiger oder Angreifer. Zwischen 1998 und 2013 hieß der Preis Zlatý puk.

## Gewinner
| Jahr | Bester Spieler (Hokejista roka)         | Bester Torwart (Cena Vladimíra Dzurillu) | Bester Verteidiger (Cena Róberta Švehlu) | Bester Angreifer (Cena Jozefa Golonku)  | Bester Trainer (Cena Ladislava Horského) | Beste Spielerin (Hokejistka roka)       | Bester Schiedsrichter (Cena Juraja Okoličányho) | Bester U20-Spieler (Cena Pavla Demitru) |
| ---- | --------------------------------------- | ---------------------------------------- | ---------------------------------------- | --------------------------------------- | ---------------------------------------- | --------------------------------------- | ----------------------------------------------- | --------------------------------------- |
| 1994 | Oto Haščák                              | Eduard Hartmann                          | -                                        | -                                       | -                                        | -                                       | -                                               | -                                       |
| 1995 | Peter Šťastný                           | Jaromír Dragan                           | -                                        | -                                       | -                                        | -                                       | -                                               | -                                       |
| 1996 | Jaromír Dragan                          | Jaromír Dragan                           | -                                        | -                                       | -                                        | -                                       | -                                               | -                                       |
| 1997 | Zdeno Cíger                             | Igor Murín                               | -                                        | -                                       | -                                        | -                                       | -                                               | -                                       |
| 1998 | Peter Bondra                            | Miroslav Šimonovič                       | Róbert Pukalovič                         | Zdeno Cíger                             | Ernest Bokroš                            | -                                       | -                                               | -                                       |
| 1999 | Pavol Demitra                           | Pavol Rybár                              | Ľubomír Višňovský                        | Zdeno Cíger                             | Ján Filc                                 | -                                       | -                                               | -                                       |
| 2000 | Miroslav Šatan                          | Pavol Rybár                              | Ľubomír Višňovský                        | Miroslav Šatan                          | Ján Filc                                 | -                                       | -                                               | -                                       |
| 2001 | Miroslav Šatan                          | Pavol Rybár                              | Ľubomír Višňovský                        | Richard Šechný                          | Július Šupler                            | -                                       | -                                               | -                                       |
| 2002 | Peter Bondra                            | Ján Lašák                                | Ľubomír Višňovský                        | Žigmund Pálffy                          | Ján Filc                                 | -                                       | -                                               | -                                       |
| 2003 | Peter Bondra                            | Ján Lašák                                | Ľubomír Višňovský                        | Žigmund Pálffy                          | František Hossa                          | -                                       | -                                               | -                                       |
| 2004 | Miroslav Šatan                          | Ján Lašák                                | Zdeno Chára                              | Michal Handzuš                          | Dušan Gregor                             | -                                       | -                                               | -                                       |
| 2005 | Ľubomír Višňovský                       | Ján Lašák                                | Ľubomír Višňovský                        | Marián Hossa                            | Miloš Říha                               | -                                       | -                                               | -                                       |
| 2006 | Marián Hossa                            | Karol Križan                             | Zdeno Chára                              | Marián Hossa                            | Ján Šterbák                              | -                                       | -                                               | -                                       |
| 2007 | Marián Hossa                            | Peter Budaj                              | Ľubomír Višňovský                        | Marián Hossa                            | Peter Oremus                             | -                                       | -                                               | -                                       |
| 2008 | Marián Hossa                            | Peter Budaj                              | Ľubomír Višňovský                        | Marián Hossa                            | Peter Oremus                             | -                                       | Peter Ország                                    | -                                       |
| 2009 | Zdeno Chára                             | Jaroslav Halák                           | Zdeno Chára                              | Marián Hossa                            | Anton Tomko                              | Zuzana Tomčíková                        | Peter Ország                                    | Tomáš Tatar                             |
| 2010 | Marián Hossa                            | Jaroslav Halák                           | Zdeno Chára                              | Marián Gáborík                          | Ján Filc                                 | Zuzana Tomčíková                        | Vladimír Baluška                                | Richard Pánik                           |
| 2011 | Zdeno Chára                             | Jaroslav Halák                           | Zdeno Chára                              | Pavol Demitra                           | Július Šupler                            | Zuzana Tomčíková                        | Peter Ország                                    | Richard Pánik                           |
| 2012 | Zdeno Chára                             | Ján Laco                                 | Zdeno Chára                              | Marián Gáborík                          | Vladimír Vůjtek                          | -                                       | Vladimír Baluška                                | Tomáš Jurčo                             |
| 2013 | Zdeno Chára                             | Rastislav Staňa                          | Zdeno Chára                              | Marián Hossa                            | Peter Mikula                             | -                                       | Vladimír Baluška                                | Marko Daňo                              |
| 2014 | Marián Gáborík                          | Ján Laco                                 | Zdeno Chára                              | Marián Gáborík                          | Anton Tomko                              | -                                       | Vladimír Baluška                                | Martin Réway                            |
| 2015 | Marián Hossa                            | Jaroslav Halák                           | Zdeno Chára                              | Marián Hossa                            | Ernest Bokroš                            | -                                       | Vladimír Baluška                                | Martin Réway                            |
| 2016 | Andrej Sekera                           | Július Hudáček                           | Andrej Sekera                            | Tomáš Tatar                             | Vladimír Országh                         | -                                       | Vladimír Baluška                                | Christián Jaroš                         |
| 2017 | Marián Hossa                            | Peter Budaj                              | Andrej Sekera                            | Marián Hossa                            | Vladimír Országh                         | Jana Kapustová                          | Vladimír Baluška                                | Martin Fehérváry                        |
| 2018 | Zdeno Chára                             | Marek Čiliak                             | Zdeno Chára                              | Tomáš Tatar                             | Vladimír Országh                         | Tatiana Ištocyová                       | Vladimír Baluška                                | Martin Fehérváry                        |
| 2019 | Zdeno Chára                             | Jaroslav Halák                           | Erik Černák                              | Tomáš Tatar                             | Craig Ramsay                             | Nicol Čupková                           | Peter Stano                                     | Adam Liška                              |
| 2020 | Aufgrund der COVID-19-Pandemie abgesagt | Aufgrund der COVID-19-Pandemie abgesagt  | Aufgrund der COVID-19-Pandemie abgesagt  | Aufgrund der COVID-19-Pandemie abgesagt | Aufgrund der COVID-19-Pandemie abgesagt  | Aufgrund der COVID-19-Pandemie abgesagt | Aufgrund der COVID-19-Pandemie abgesagt         | Aufgrund der COVID-19-Pandemie abgesagt |
| 2021 | Erik Černák                             | Branislav Konrád                         | Erik Černák                              | Peter Cehlárik                          | Peter Oremus                             | Nicol Lucák-Čupková                     | Peter Stano                                     | Šimon Nemec                             |
| 2022 | Juraj Slafkovský                        | Patrik Rybár                             | Erik Černák                              | Juraj Slafkovský                        | Craig Ramsay                             | Nicol Lucák-Čupková                     | Peter Stano                                     | Juraj Slafkovský                        |
| 2023 | Tomáš Tatar                             | Stanislav Škorvánek                      | Martin Fehérváry                         | Tomáš Tatar                             | Dan Ceman                                | Nela Lopušanová                         | Peter Stano                                     | Dalibor Dvorský                         |
| 2024 | Juraj Slafkovský                        | Samuel Hlavaj                            | Martin Fehérváry                         | Juraj Slafkovský                        | Antonín Stavjaňa                         | Lucia Halušková                         | Peter Stano                                     | Juraj Slafkovský                        |